# عبد الله خمار
وُلد عبد الله خمّار في دمشق عام 1939 بحي السويقة «حي الجالية الجزائرية» من أبوين ينتميان إلى أسرتين معروفتين بحب العلم والأدب في بسكرة وطولقة.

## بدايته
درس في دمشق وتحصل على شهادة أهلية التعليم الابتدائي عام 1959 ثم البكالوريا في 1960 و‌الليسانس في الأدب العربي 1964. علـّمَ في المدارس الابتدائية أثناء دراسته الجامعية ثم انتقل إلى التعليم الثانوي كأستاذ ثم عين مديرا لثانوية الصنمين في محافظة درعا فمديرا لدار المعلمين في درعا ثم مديراً للتربية فيها.
بدأ العمل في الجزائر عام 1967 كأستاذ في ثانوية عائشة فالثعالبية فالإدريسي ثم انتقل إلى معهد تكوين أساتذة التعليم المتوسط من 1975 إلى 1993 ليعود إلى التعليم الثانوي في ثانوية عمر بن الخطاب وعين مفتشاً للتربية والتكوين لمادة الأدب العربي عام 1995 ليتفرغ للكتابة بعد تقاعده عام 1999.
تحصل على شهادتين وهما:
- ليسانس في الأدب العربي من كلية الآداب بجامعة دمشق، نوفمبر 1964.
- ليسانس في اللغة الإنجليزية من جامعة الجزائر، فبراير 1978.

## من أهم أنشطته

### الترجمة
عمل مترجماً كتابياً في بعض المؤتمرات الدولية والإقليمية والمحلية منها منظمة عدم الانحياز وفي منظمة الوحدة الإفريقية.

### الصحافة
عمل محرراً في جريدة كفاح العمال الاشتراكي في دمشق بين عامي 63 – 64.
ومحرراً في مجلة ألوان في الجزائر 1972 - 1973.

## الإنتاج التربوي والأدبي

### الأعمال التعليمية
فن الكتابة، تقنيات الوصف، نشر مشترك مع دار الكتاب العربي بالجزائر، نوفمبر 1998 . وهو نتاج تجربة عملية في تدريس تقنيات التعبير الكتابي لتلاميذ معهد تكوين أساتذة التعليم المتوسط.
تقنيات الدراسة في الرواية الشخصية، نشر مشترك مع دار الكتاب العربي بالجزائر، ديسمبر 1999.
العلاقات الإنسانية، نشر مشترك مع دار الكتاب العربي بالجزائر، أبريل 2001. وهما نتاج تجربة تدريس مادتي «التعبير» و «تقديم العروض».
3- الأجزاء الثلاثة من تقنيات الدراسة في الرواية:«المواضيع الاجتماعية»، «مواضيع الحرية وحقوق الإنسان»، «المواضيع الثقافية». نشر إلكتروني في أمازون كندل 2021.

### الروايات
رواية «جرس الدخول إلى الحصة: أوراق مدرسية وعاطفية»، نشر على حساب المؤلف، ديسمبر 2002، الجزائر.
رواية «كنز الأحلام»، صدرت عن دار القصبة بدعم من وزارة الثقافة، 2009، الجزائر.
رواية «حب في قاعة التحرير». نشر إلكتروني في أمازون كندل 2021.
رواية «القاضية والملياردير». صدرت عن المؤسسة الوطنية للفنون المطبعية "ENAG" بدعم من وزارة الثقافة، 2014، الجزائر.
رواية «سرّ دار القصبة». صدرت عن المؤسسة الوطنية للفنون المطبعية "ENAG" بدعم من وزارة الثقافة، 2014، الجزائر.
رواية "العرس المشهود". نشر إلكتروني في أمازون كندل 2021.
رواية "خادمة في عين الإعصار". نشر إلكتروني في أمازون كندل 2021.
رواية "مدرس في قفص الاتهام". نشر إلكتروني في أمازون كندل 2021.
النسخة الإنجليزية من رواية "جرس الدخول إلى الحصة" بعنوان:
"Entry bell to class " نشر أمازون كندل 2021.
النسخة الفرنسية من رواية "جرس الدخول إلى الحصة" بعنوان:
"La cloche d’entrée en classe " نشر أمازون كندل 2021.
النسخة الإنجليزية من رواية "كنز الأحلام" بعنوان:
"The treasure of dreams " نشر أمازون كندل 2021.
النسخة الفرنسية من رواية "كنز الأحلام" بعنوان:
"Le trésor des rêves " نشر أمازون كندل 2021.

### الشعر
المجموعة الشعرية «أغاني المحبة للأم والمدرسة»، نشر على حساب المؤلف، سبتمبر، 2003، الجزائر. طبعة جديدة صدرت عن دار القصبة بدعم من وزارة الثقافة، 2009، الجزائر.
المجموعة الشعرية: «محطات عاطفية في رحلة العمر»، نشر على حساب المؤلف، 2004، الجزائر. طبعة جديدة صدرت عن دار القصبة بدعم من وزارة الثقافة، 2009، الجزائر.
مجموعة "باقة أشعار" وتتضمن قصائد مجموعة "محطات عاطفية" وأضيفت إليها قصائد جديدة وأوبريت "انتصار الحب". نشر إلكتروني في أمازون كندل 2022.

### المسرحيات
مسرحية «فندق الأحلام الوردية». صدرت عن المؤسسة الوطنية للفنون المطبعية "ENAG" بدعم من وزارة الثقافة، 2013، الجزائر
مسرحية «هموم الكاتب بوعلام». صدرت عن المؤسسة الوطنية للفنون المطبعية "ENAG" بدعم من وزارة الثقافة، 2013، الجزائر.
مسرحية «عُزاب مع سبق الإصرار». صدرت عن المؤسسة الوطنية للفنون المطبعية "ENAG" بدعم من وزارة الثقافة، 2014، الجزائر.
مسرحية «عطلة السيد الوالي». صدرت عن المؤسسة الوطنية للفنون المطبعية "ENAG" بدعم من وزارة الثقافة، 2014، الجزائر.
مسرحية «حسناء من كوالا لمبور».صدرت عن المؤسسة الوطنية للفنون المطبعية "ENAG" بدعم من وزارة الثقافة، 2014، الجزائر.
مسرحية «بنسيون المفاجآت». نشر إلكتروني في أمازون كندل 2022..
مسرحية «زينة». نشر إلكتروني في أمازون كندل 2022.
مسرحية حسناء من كوالا لمبور. طبعت بطريقة برايل لفائدة المكفوفين. نشر المؤسسة الوطنية للفنون المطبعية "ENAG" بدعم من وزارة الثقافة، 2023، الجزائر.